# Césarine de nuit
Césarine de nuit est un court récit-roman d'Antoine Wauters, publié en février 2012 aux éditions Cheyne, le premier non répertorié poésie.

## Présentation
La Table des cases, des matières, des cellules fermées en carré (p. 127) donne l'organisation suivante :
- Première partie : Césarine, Fabien, Des anneaux, des machines,
- Deuxième partie : Cou de Louis, L'Abandon, Toit de tôle,
- Troisième partie : Retrouvailles, L'endroit blesse, Charles, Tout sera bien.

Chaque page est constituée d'une cellule ou case au carré, avec justification à gauche et à droite, de dix à quinze lignes d'environ sept mots, soit cinquante à cent mots. Il serait plus juste de parler de poème en prose pour ce texte dur avec des mots doux (A. Wauters), un peu à la manière de Nerval ou d'Aloysius Bertrand, mais en prose sur un thème d'aujourd'hui.

## Résumé
Pour Césarine, Sarine, Césarienne, une prime jeunesse au bois de son enfance, fusionnelle avec son jumeau, Fabien l'aigrelet, interrompue à douze ans, quand ils sont abandonnés, par leurs parents (Non Papa, Maman, non !, la Génisse et son Rat), avides de retrouver une liberté ailleurs : la petite ferme noire maudite, l'horrible son de la voix des parents.
Survie difficile d'enfants des rues, arrestation, enfermement à l'asile à vingt ans, résistances vaincues par médicaments et contraintes, travail imposé : pour lui, les vitres des établissements portuaires (racler, brosser, poncer, mastiquer, polir, laver, peindre...), pour elle laver les habits sales à l’eau de Javel. 
Souvenirs, rêves, désirs : un jeune garçon qui lui ressemble assez et qu'elle appelle Sélim, Saül ou Jean-Bastien, selon que je suis furet, dit-elle couguar ou pire encore (p. 44). Peut-être un Charles, une Hélène...
« Or je veux de l'amour. Et qu'on me le donne frais avec une grande pincée de sel et un petit pain noir que je peux mordre, je peux lécher, je veux vivre à présent dans une maison de rêve » (p. 92, à 12, 20 ou 40 ans).

## Réception
- Prix Marcel-Thiry 2013
- Prix de littérature française de la Ville de Tournai 2013